# Carlos Leão

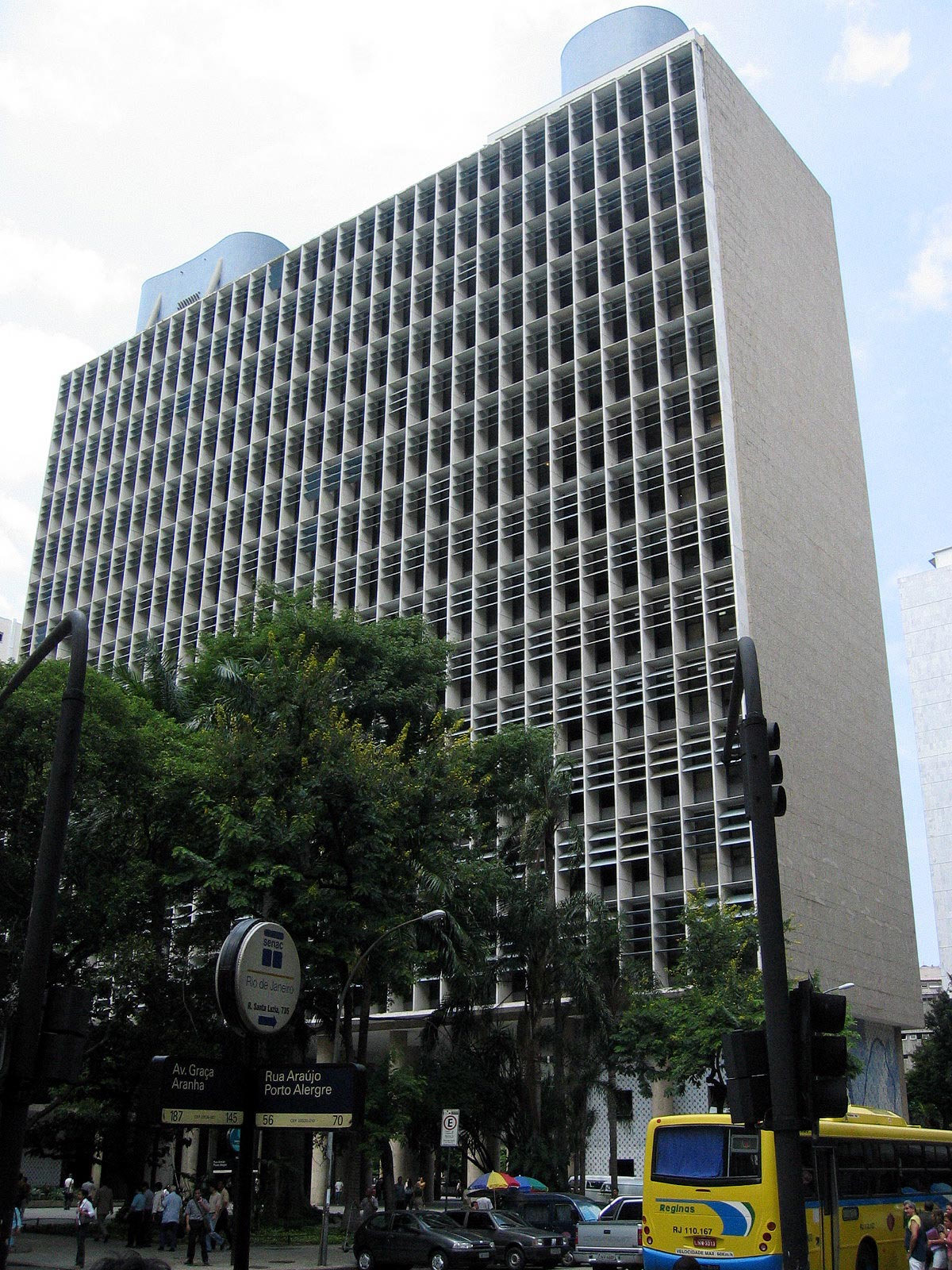
Ministerio de Educación y Salud, actual Palacio de Cultura (1936-1943), Río de Janeiro, de Lúcio Costa, Oscar Niemeyer, Affonso Eduardo Reidy, Ernâni Vasconcelos, Jorge Machado Moreira y Carlos Leão

Carlos de Azevedo Leão (Río de Janeiro, 1906-ibidem, 1983) fue un arquitecto racionalista brasileño. 

## Trayectoria
Estudió en la Escuela de Bellas Artes de Río de Janeiro, donde se tituló en 1931. En sus inicios trabajó con Gregori Warchavchik, un emigrado ruso que introdujo la arquitectura racionalista en Brasil.
En 1935 formó parte del equipo encargado de la construcción del nuevo Ministerio de Educación y Salud en Río de Janeiro, junto con Lúcio Costa, Oscar Niemeyer, Affonso Eduardo Reidy, Jorge Machado Moreira y Ernâni Vasconcelos. Contaron también con el asesoramiento del arquitecto francés Le Corbusier, que pasó tres semanas en el país en 1936 y dejó su impronta en algunas características del nuevo edificio, como la utilización del brise-soleil. Realizado entre 1936 y 1943, se trata de un rascacielos de catorce pisos elevado sobre pilotis, con una fachada en forma de retícula de pantallas verticales con paneles horizontales ajustables. Actualmente es el Palacio de Cultura de la ciudad carioca.
Con Ernâni Vasconcelos construyó en 1937 el colegio Pedro II en Río de Janeiro. Otras obras suyas fueron: la casa de su madre en Río de Janeiro (1934) y sus llamadas «casas brasileñas», como Héloi Fraga (1951) y Homero Silva (1956) en Río de Janeiro, que combinaban la modernidad con la arquitectura tradicional brasileña.